# Marie Větrovská
Marie Větrovská (26 giugno 1912 – 21 maggio 1987) è stata una ginnasta cecoslovacca.

## Palmarès

### Olimpiadi
- 1 medaglia:
  - 1 argento (Berlino 1936 a squadre)